# Niedziałki (województwo świętokrzyskie)
Niedziałki – wieś sołecka w Polsce położona w województwie świętokrzyskim, w powiecie staszowskim, w gminie Rytwiany.
Wieś położona w powiecie sandomierskim województwa sandomierskiego wchodziła w 1662 roku w skład majętności rytwiańskiej Łukasza Opalińskiego.
W latach 1954–1968 wieś należała i była siedzibą władz gromady Niedziałki, po jej zniesieniu w gromadzie Rytwiany. W latach 1975–1998 miejscowość administracyjnie należała do województwa tarnobrzeskiego.
Przez wieś przebiega droga wojewódzka nr 764.

## Dawne części wsi – obiekty fizjograficzne
W latach 70. XX wieku przyporządkowano i opracowano spis lokalnych części integralnych dla Niedziałek zawarty w tabeli 1.
| Nazwa części wsi    | Nazwy obiektów fizjograficznych – charakter obiektu |
| ------------------- | --- |
| 1. Młyn 2. Za Rzeką | 1. Cypel — las, pole 2. Glinik — pole 3. Koło Rzeki — pole, łąki 4. Między Rzekami — pole 5. Pańskie — pole 6. Pastwiska — pole, łąka, pastwisko 7. Placowe — pole 8. Przyczki — pole, las 9. Za Piachami — las 10. Za Rzeką — pole |

## Literatura
1. Kaczmarek Leon (red. nauk. zeszytu), Taszycki Witold (red. nauk. wyd.): Urzędowe Nazwy miejscowości i obiektów fizjograficznych. 33. Powiat staszowski województwo kieleckie. Komisja ustalania nazw miejscowości i obiektów fizjograficznych (do użytku służbowego). Z: 33. Warszawa: Urząd Rady Ministrów. Biuro do Spraw Prezydiów Rad Narodowych, 1970. Brak numerów stron w książce